# Video analisi forense
La video analisi forense è una tecnica di analisi tipica della scienza forense al fine di realizzare l'esame scientifico, comparato e ponderato di un video per un procedimento legale.

## Metodologia
Di seguito sono elencate le tecniche, gli strumenti ed i metodi più comuni di videoanalisi forense:
1. montaggio video digitale: digitalizzazione di un nastro analogico in un sistema informatico;
2. televisione a circuito chiuso: riversamento da una videocamera in un video digitale;
3. conversione da un DVR (Digital Video Recorder) in un file visibile per la scienza forense;
4. miglioramento dell'immagine video
5. ingrandimento di particolari in movimento
6. risalto artificiale di soggetti o particolari

## Procedure standard
L'investigatore durante l'analisi deve attenersi ad alcune procedure:
- Deve aderire agli standard stabiliti dalla polizia o dal Ministero della difesa;
- Deve seguire l'adeguata catena di custodia, cioè la corrispondenza tra reperto e prelievo;
- Deve assicurarsi che siano prese tutte le precauzioni per assicurare che il reperto sia custodito e protetto (ad esempio dal pericolo di sovrascrittura);
- Deve considerare la revisione paritaria per l'analisi di caso;
- Deve tenersi aggiornato in modo puntuale e pianificato tramite le associazioni di categoria.

## Equipaggiamento
Sebbene il formato S-VHS ed il betamax siano considerati i migliori hardware analogici, sono tuttavia tecnologie alquanto superate. L'utilizzo di dispositivi digitali, supporti informatici, computer e software professionali sono alla base della moderna videonalisi forense. La conoscenza delle tecnologie obsolete quali, ad esempio, 8 millimetri e Super 8 millimetri è, in taluni casi, importante.
L'equipaggiamento di base per la videoanalisi forense comprende: un monitor ad alta risoluzione capace di riprodurre fotogrammi a velocità variabile; un software capace di comprimere e decomprimere i file; un hard disk esterno portatile di grande capacità di archiviazione; un software di foto-ritocco.
Una stampante di qualità professionale sarebbe auspicabile, ma non necessaria, per creare un effetto visuale dell'evidenza da impiegare durante il processo. L'ideale sarebbe di avere a disposizione una stampante, magari portatile, e di frequentare un laboratorio fotografico in modo da ottenere il maggior ingrandimento possibile dell'immagine.